# Campiglossa putrida
Campiglossa putrida
 es una especie de insecto díptero que Erich Martin Hering describió científicamente por primera vez en el año 1941.
Esta especie pertenece al género Campiglossa de la familia Tephritidae.